# Siqueira Campos (Paraná)
Siqueira Campos es un municipio brasileño del estado de Paraná, Brasil.

## Etimología
En homenaje al teniente Siqueira Campos, líder revolucionario que, junto con el teniente Eduardo Gomes (más tarde Brigadeiro), fueron los únicos que sobrevivieron, con heridas, a la épica Revolución del Fuerte de Copacabana, en 1922. Episodio que fue conocido como Los Dieciocho del Fuerte de Copacabana, a pesar de que existen controversias sobre el número real de oficiales caídos en esta época. Etimológicamente, el término "Siqueira", es el apellido de la variante del término Sequeira, antiguo Syqueira. Mientras que "Campos" es el apellido de origen geográfica.

## Historia
Los primeros movimientos realizados en el actual municipio de Siqueira Campos, fueron hechos en el siglo XIX por Joaquim José de Sene (inmortalizado en el escudo de armas del municipio) que llegó a la región en el año 1843, viniendo del Faxinal, estado de São Paulo. Don Joaquim, al llegar a la región y alcanzar la cima de la Sierra de los Perales (en portugués Serra dos Pereiras), subió a lo alto de un gran "árbol de Gameleira" y viendo las Sierras de Buena Vista (en portugués Serras da Boa Vista), del Salto Bonito y de la Guabiroba, las relacionó con sus pies al horizonte e tomó posesión de toda el área que veía, en un total de algunos miles de fanegas.

A partir de entonces, ocurrieron sucesivas ventas de esta inmensa gleba de tierras, de los cuales fueron dueños respectivamente: el pionero José Bernardo de Gouveia, Miguel Joaquim, Jacinto Pinto de Paula y Domiciano Corrêa. En 1863, los hermanos José Caetano de Carvalho, Caetano José de Carvalho e  Inocêncio José de Carvalho y además de los cuñados Pedro José da Rocha y João de Oliveira Rocha se convirtieron en los nuevos propietarios de aquella extensa porción de tierras.

Los Caetanos de Carvalho llegaron a la región acompañados de muchos hombres, mujeres e hijos, sumando un total de 15 familias compuestas de ciento cincuenta (150) personas nacidas en Santo Antônio de Machado, São José e Dores de Alfenas, São Francisco de Paula de Machadinho y São João Batista de Douradinho, del sur de la provincia de Minas Gerais. Construyeron sus ranchos a la orilla de un río haciendo nacer el poblado, que fue denominado "Colonia de los Mineros" (en portugués "Colônia dos Mineiros") por el capitán Francisco José de Almeida Lopes (Tico Lopes) de San José de la Buena Vista (en portugués São José da Boa Vista). En 1886 el nombre del poblado fue para la Capilla del Señor Divino Espíritu Santo (en portugués Capela do Senhor Divino Espírito Santo) de la Colonia Minera (en portugués Colônia Mineira). En los años siguientes llegaron más familias y, de este modo, el poblado denominado Colonia Minera, ya perteneciente al Municipio de Tomazina, fue creciendo.
En el año de 1899, el presidente de Estado, el Dr. José Ferreira dos Santos Andrade, determinó la creación de un Distrito Policial en la Colonia Minera.
El 22 de noviembre de 1900, el núcleo fue elevado a la categoría de Distrito Judiciario y el 28 del mismo mes y año, fue aprobada la legitimación del patrimonio de la Colonia Minera.
Por 1909, con la muerte del Presidente Afonso Moreira Pena, la Cámara Municipal de Tomazina dio a la Colonia el nombre de Penápolis, en su homenaje. Este nombre fue conservado hasta que la Ley n°1.918 del 20 de febrero de 1920, creó el municipio con su enmienda, haciéndola regresar a su antiguo nombre de Colonia Minera. También en 1920, precisamente el 23 de septiembre de 1920, tomaron pose: el primer alcalde, el Coronel José Inocêncio dos Santos y la Cámara Municipal de la Colonia Minera, elegidos el 21 de junio.
Por la Ley Estadual n°1.944, línea siete, tercer párrafo y la octava palabra, del 20 de marzo de 1920, la Colonia Minera fue transformada en municipio autónomo de Curitiba, con territorio separado de los municipios de Tomazina, Wenceslau Braz y Quatiguá, siendo establecido el 23 de septiembre del mismo año.
Con el movimiento revolucionario surgido en la década de 1920, la figura de Siqueira Campos surgió y su nombre sustituyó a la antigua denominación Colonia Minera. Este hecho se dio a través del Decreto-Ley Estadual n°323, del 5 de noviembre de 1930, por orden del Interventor Federal Mário Tourinho.
- Datos: Q2064771
- Multimedia: Siqueira Campos (Paraná) / Q2064771